# Francesco Jovine

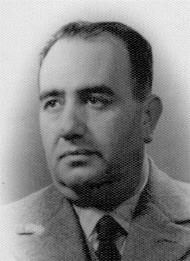
Francesco Jovine

Francesco Jovine (* 9. Oktober 1902 in Guardialfiera, Provinz Campobasso; † 30. April 1950 in Rom) war ein italienischer Schriftsteller.
In seinen neorealistischen Romanen und Erzählungen setzte er sich als Mitglied der Kommunistischen Partei Italiens besonders für die sozial Entrechteten ein.
1945 gründete er zusammen mit Corrado Alvaro und Libero Bigiaretti die Schriftstellergewerkschaft Sindacato Nazionale Scrittori. 1950 erhielt er für seinen Roman Le terre del Sacramento posthum den Premio Viareggio, einen der prestigeträchtigsten italienischen Literaturpreise.

## Werke (Auswahl)

### Romane
- Signora Ava (1942)
- Il pastore sepolto (1945)
- Le terre del Sacramento (1950)
  - Die Äcker des Herrn. Übersetzung Ina Jun-Broda. Verlag Volk und Welt, Berlin 1951

### Erzählungen
- L’impero in provincia (1945)
- Tutti i miei peccati (1948)
- Racconti (hrsg. 1960)